# وو جیادو

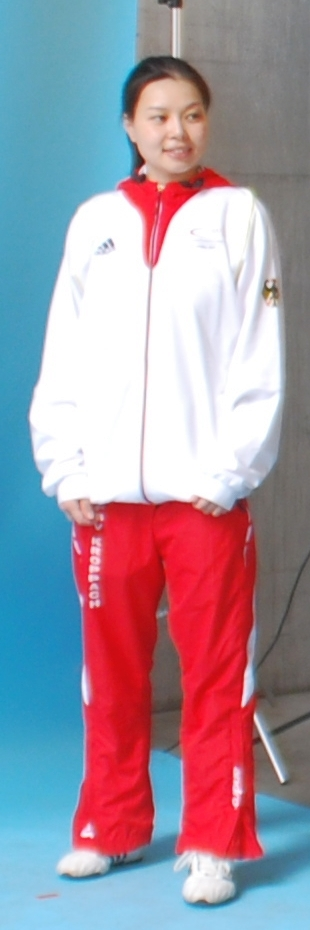
وو جیادو - المپیک ۲۰۱۲

وو جیادو (انگلیسی: Wu Jiaduo؛ زادهٔ ۱۹ سپتامبر ۱۹۷۷) یک بازیکن تنیس روی میز اهل آلمان است. 
وی در مسابقات کشوری و بین‌المللی در مجموع برنده ۱ مدال طلا، ۳ مدال برنز شده‌است.